# منفوحه

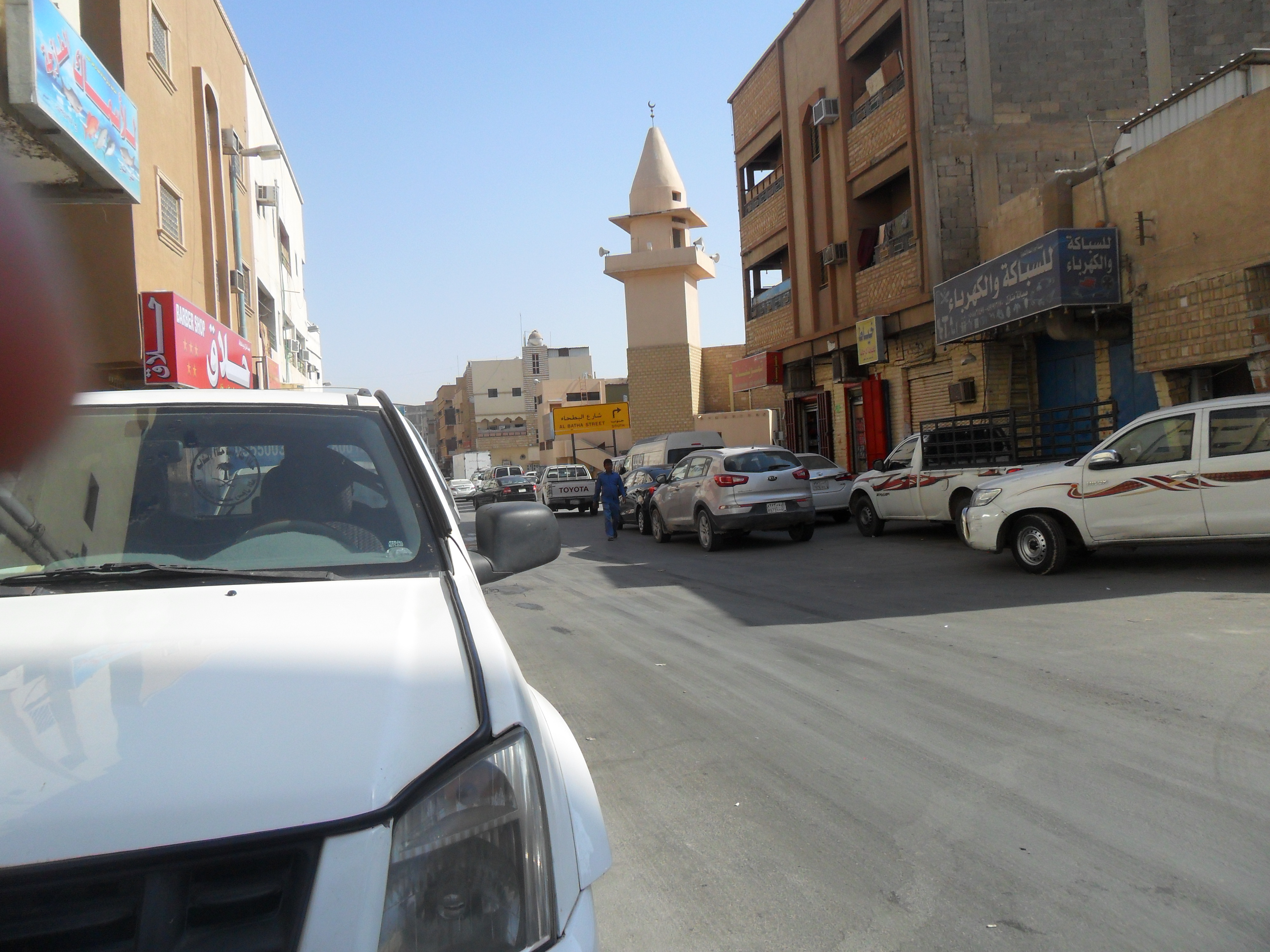
منفوحه

منفوحه (عربی: منفوحة) شهری کوچک و تاریخی در نزدیکی نجد، در کشور عربستان سعودی میباشد.